# Název zastávky

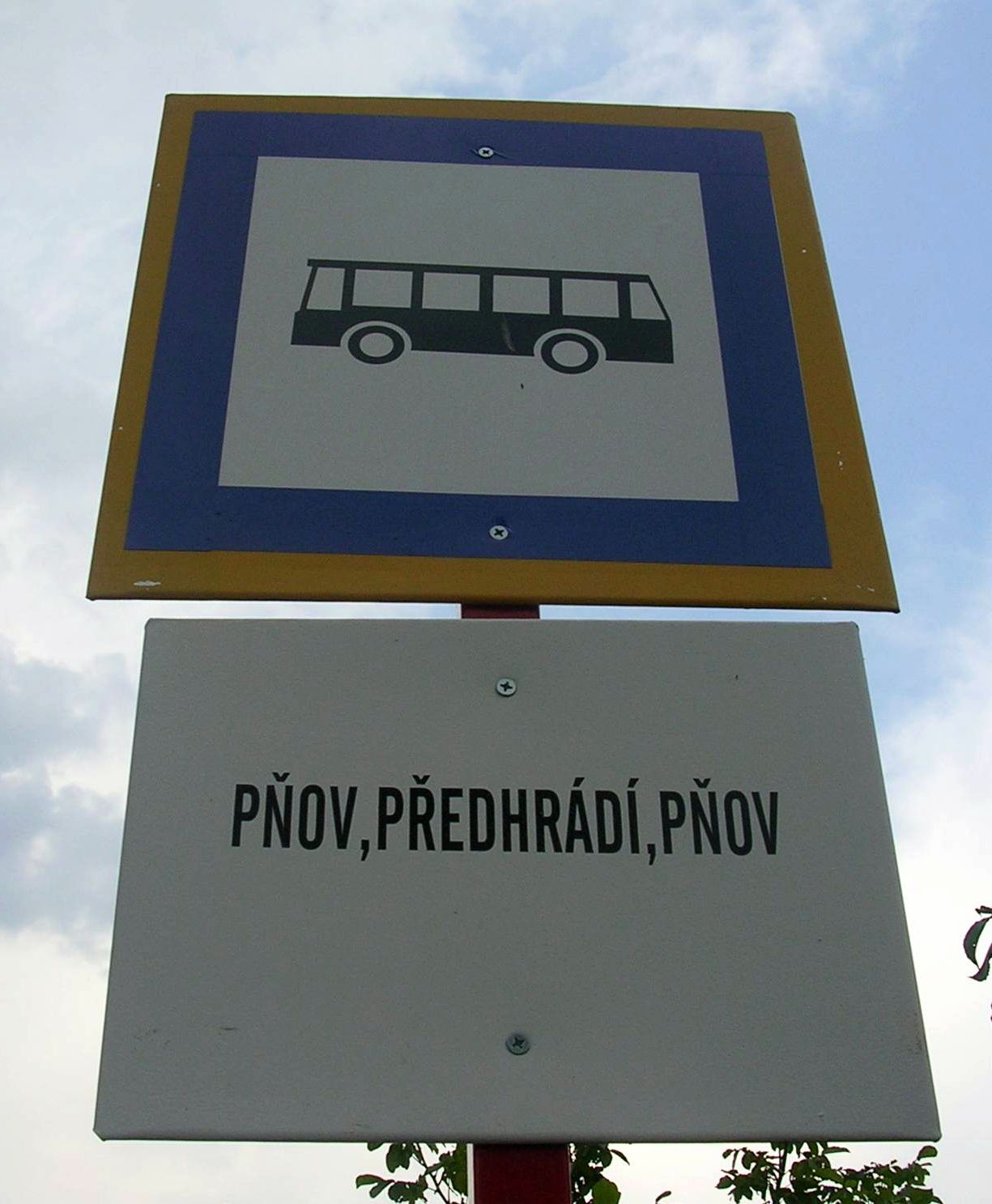
Nepřesné označení autobusové zastávky „Pňov-Předhradí, Pňov“ ve vesnici Pňov v obci Pňov-Předhradí (Okresní autobusová doprava Kolín s. r. o.)

Název zastávky nebo stanice je slovní označení, které reprezentuje zastávku (nebo dvojici či skupinu blízkých zastávek téhož názvu) nebo stanici veřejné či jiné linkové dopravy v jízdním řádu a používá se k její specifikaci na informačních tabulích a vývěskách, v hlášeních, v technicko-provozní dokumentaci, v některých mapách či plánech atd.

## Historie
V počátcích veřejné dopravy se k popisu tras používala především obecná označení a obecné místní názvy (jména sídelních útvarů, ulic atd.), přičemž přesná podoba označení mohla různě kolísat. Postupem času se však v rozvinutějších zemích a u masovějších forem dopravy proměnily názvy stanic a zastávek v úředně stanovený nebo úředně schválený identifikátor, takřka pevně ustálený řetězec znaků mající charakter specifického vlastního jména. S tím také souvisí, že zatímco v dávnější minulosti se názvy stanic či zastávek někdy překládaly do více jazyků, nyní je obvyklé používat v oficiálních informacích v mezinárodní dopravě verzi v místním jazyce. Naproti tomu si používání dvou jazykových verzí názvů někde vymohly jazykové menšiny.

## Charakter a význam názvů zastávek
Jsou pomístními jmény, která však často nesou také znaky místních jmen (ve smyslu oikonym, jmen sídelních útvarů) nebo chrématonym (jména lidských výtvorů).
Podobně jako jiné místní názvy, i názvy zastávek mají schopnost uchovávat již zaniklé mimojazykové skutečnosti.. V Praze tak existuje například zastávka „U lípy“ u křižovatky, v jejímž středu lípa už desítky let nestojí, ale také zastávka „ČSAD Smíchov“ u dnešní odstavné plochy, kde kdysi bývalo autobusové nádraží, anebo zastávka Sazka Aréna u objektu, který dnes již nese název jiného sponzora; podobně přežívají v názvech zastávek názvy před desítkami let zaniklých budov či průmyslových podniků, zrušených restaurací atd. Názvy zastávek jsou také mnohdy první nebo dokonce jedinou standardizací uzuálního, avšak jinak neoficiálního označení určité lokality, které jinak není podchyceno ani v mapách, a zároveň toto pojmenování fixují a posilují.

## Názvy stanic a zastávek v Česku

### Železniční doprava

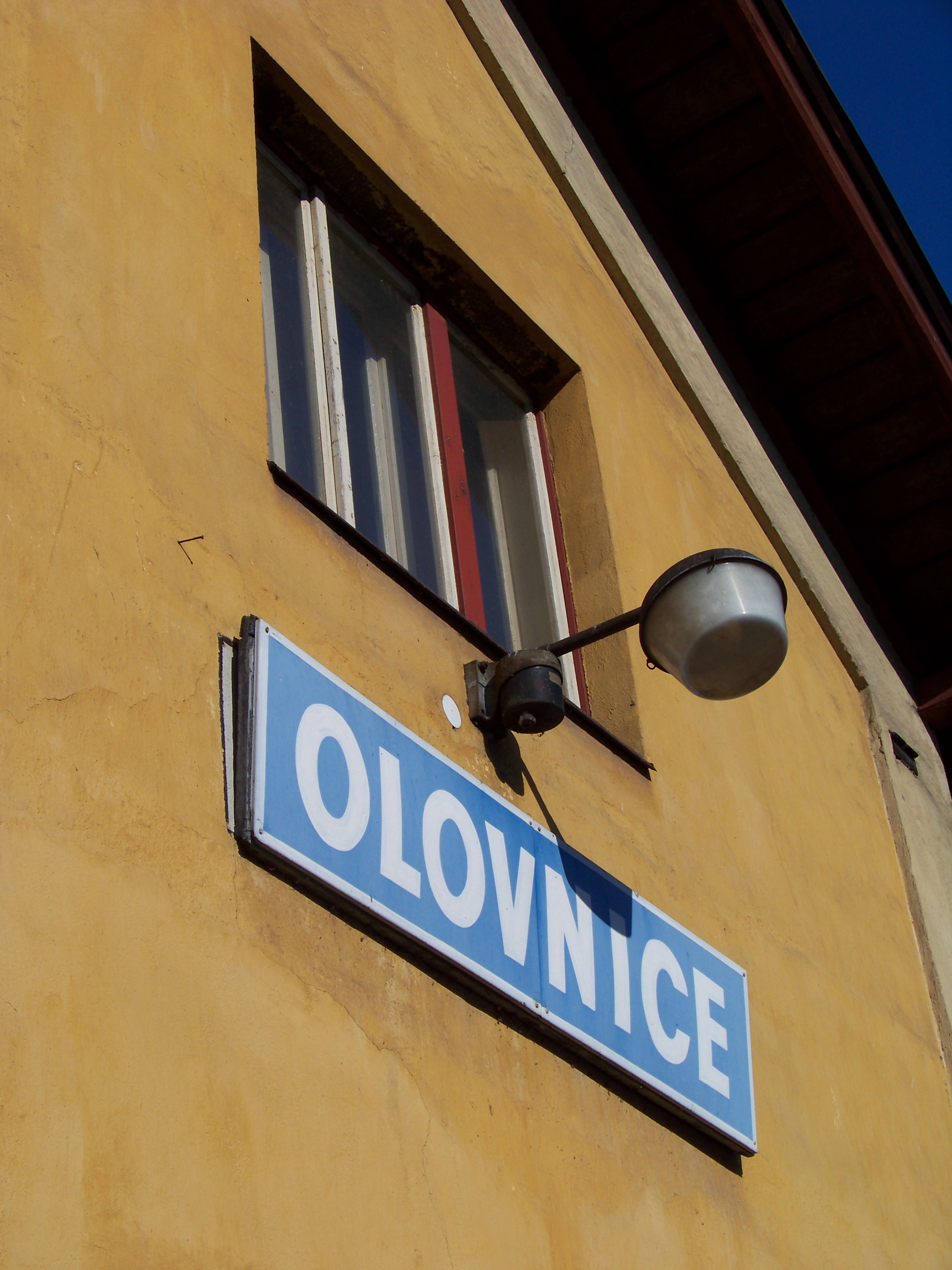
Tabule názvu na nádraží Olovnice

Podle § 22 odst. 1 písm. e) českého Zákona o dráhách je provozovatel dráhy povinen označit názvy stanice  (zastávky), které provozuje. Provozovatel dráhy celostátní a  regionální  je  v  tomto  směru vázán rozhodnutím drážního správního úřadu o názvu stanice (zastávky). Nesplnění této povinnosti je správním deliktem podle § 51 odst. 4 písm. f) téhož zákona a hrozí za něj pokuta do 1 000 000 Kč. Podle § 21 odst. 3 a 4 Stavebního a technického řádu drah se název železniční stanice umisťuje  vpravo  před  vjezdem  do  stanice  a  v prostoru stanice (nástupišť).  Název železniční zastávky se umisťuje vpravo, nejméně 100 m před začátkem nástupiště a na nástupišti. Provedení stanoví technická norma TNŽ 73 6390 Nápisy názvů železničních stanic a zastávek (nynější znění platí od 1. 7. 1994).

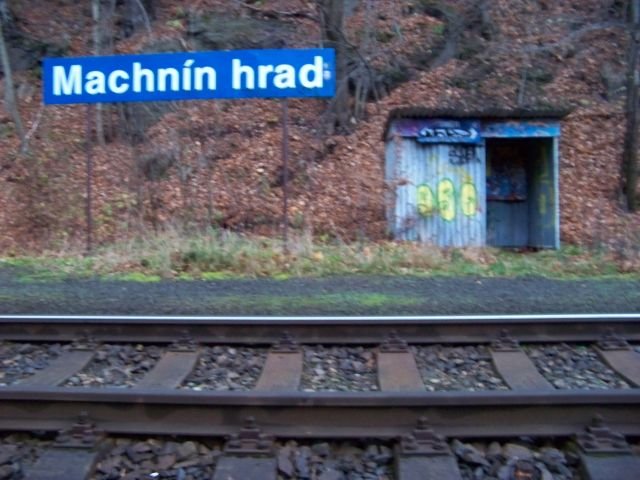
Označení železniční zastávky Machnín hrad

Jednomu názvu obvykle odpovídá právě jedna stanice či zastávka. Z tohoto pravidla se do jisté míry vymykají místa styku drah, které z historických či technických důvodů nejsou do sebe přímo zaústěny v jednom nádraží, ale mají samostatná nástupiště, jako například Bechyňská dráha v Táboře nebo Jindřichohradecké místní dráhy v Jindřichově Hradci. V těchto případech jsou oddělená nástupiště místních drah z přepravního hlediska považovány za součást stanice ležící na hlavní dráze, a mají tedy shodný název.
Název železniční stanice nebo zastávky je nejčastěji tvořen názvem obce nebo sídelního útvaru (vesnice, čtvrti atd.). Dále jsou obvyklé tyto konvence: 
- Je-li v téže obci více stanic a zastávek, rozlišují se někdy typickými obecnými označeními připojenými bez interpunkce za název obce: například zastávka, nádraží, hlavní nádraží, horní nádraží, dolní nádraží, severní nástupiště, město, městys, obec, dědina, ves, centrum, sever, jih, východ, západ, střed, obchodní centrum, jeskyně, koupaliště, lázně, klášter atd. (například „Železná Ruda centrum“, „Železná Ruda město“, „Žatec západ“, „Smržovka střed“, „Brno hlavní nádraží“)
- V některých městech s více stanicemi je obvyklé, že název stanice je tvořen jménem města, spojovníkem a názvem čtvrti (například „Praha-Hostivař“). Volba této syntaxe je vcelku nezávislá na tom, zda v příslušném městě mají oficiální názvy místních částí také tuto dvojsložkovou formu, anebo prostou podobu. Pokud je za názvem města použit jiný místní název než název čtvrti či jiné místní části, není syntaktická praxe jednotná: někdy se používá také spojovníku, jindy je upřesňující označení odděleno jen mezerou. V některých městech a obcích jsou však stanice či zastávky, které název obce vůbec neobsahují a jsou označeny jen názvem blízkého sídelního útvaru, který není sídlem obce.
- Mnohdy mají stanice název, který neodpovídá ani názvu obce či katastrálního území, do něhož katastrálně spadají, ani názvu nejbližšího sídelního útvaru, ale názvu vzdálenějšího, leč významnějšího města, k jehož dopravní obsluze stanice slouží či původně měla sloužit. Typickými příklady jsou třeba nádraží Stříbro či Kaplice.

Pokud se v názvech v jízdním řádu používá zkratka (například „zast.“, „hl. n.“ atd.), považuje se toto označení za synonymní s plným označením bez použití zkratek a na označujících tabulích ve stanicích se přednostně používá plný název.

### Autobusová, trolejbusová a tramvajová doprava

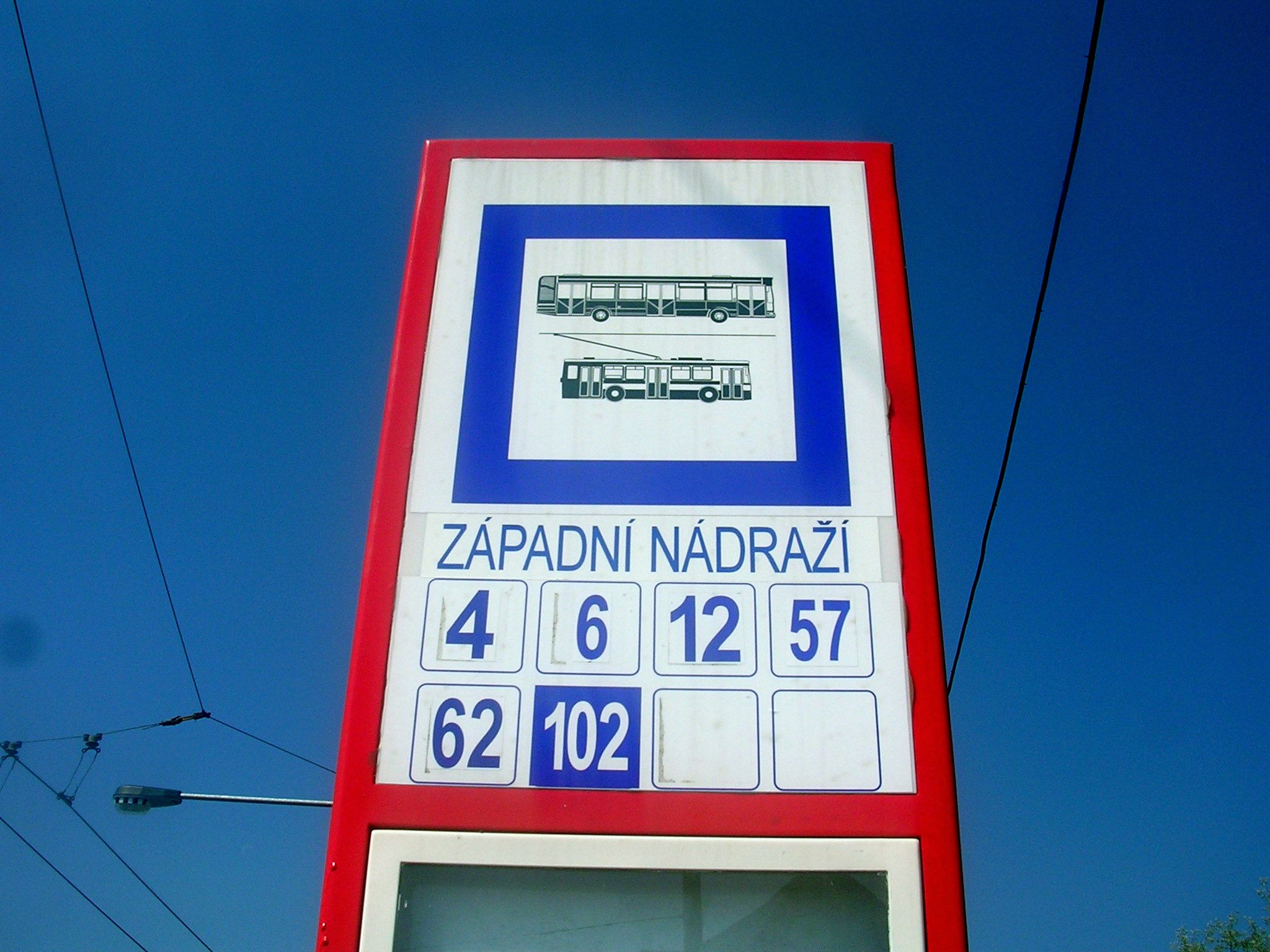
Typické vyznačení názvu na řádně vybavené zastávce MHD, Ústí nad Labem v blízkosti nádraží Ústí nad Labem západ

V autobusové, trolejbusové a tramvajové dopravě mívá obvykle totožný název buď pár navzájem protisměrných zastávek anebo celá skupina zastávek v určitém přestupním uzlu, terminálu nebo podobné nevelké oblasti. Stávají se tak tedy i případy, kdy jedno vozidlo při jedné jízdě zastavuje dvakrát za sebou v různých zastávkách téhož názvu (například před křižovatkou i za křižovatku, v obratišti a mimo obratiště atd.), popřípadě různé spoje téže linky odjíždějí do stejného směru z různých zastávek téhož názvu. Název zastávky tedy nepostačuje (někdy ani v kombinaci s označením linky a směru) k úplné identifikaci zastávky. Pokud zastávky povrchové MHD jsou u stanic metra, mají zpravidla stejný název jako stanice metra (výjimky tvoří zejména některé stanice metra s dvěma vestibuly). Jsou-li zastávky autobusů, trolejbusů či tramvají v blízkosti železniční stanice nebo zastávky, obvykle se jejich název od názvu železniční stanice či zastávky odlišuje, avšak obsahuje přitom označení upozorňující na její blízkost, například u železniční stanice „Praha-Vršovice“ se nacházejí zastávky „Nádraží Vršovice“, nebo u železniční stanice „Stará Boleslav“ se nachází autobusové zastávky s názvem „Brandýs nad Labem-Stará Boleslav,žel.st.“.
Název zastávky navrhuje primárně dopravce, avšak zpravidla je určuje příslušný dopravní úřad nebo drážní správní úřad v rozhodnutí o udělení licence pro konkrétní linku. Znovu je pak tentýž úřad schvaluje pokaždé v rámci schvalování jízdního řádu. Licence se však vydávají na velmi dlouhou dobu (často na 5 až 10 let) a nebývá zvykem kvůli změně názvu zastávky zahajovat řízení o změně licencí všech dotčených linek. Tutéž zastávku může užívat mnoho linek, jejichž licence mohou být různého stáří a vydané různými dopravními úřady, takže úředně stanovený název se může pro jednotlivé linky lišit ať už v drobnostech (interpunkce, pravopis, tvarosloví a předložkové vazby) nebo zcela.
V městské hromadné dopravě bývá název zastávky nejčastěji tvořen buď názvem ulice, v níž se zastávka nachází, nebo blízké příčné ulice křižující trasu linky, nebo názvem náměstí, budovy, instituce nebo jiného objektu v blízkosti zastávky, často též názvem čtvrti, popřípadě kombinací obojího. Ve velkých městech mají obvykle názvy zastávek charakter specifických vlastních jmen, v některých menších městech se však donedávna (zejména před nástupem databázového zpracování jízdních řádů) psaly názvy zastávek MHD tvořené obecným jménem s malým počátečním písmenem (například zastávka „nádraží“, „hřbitov“ atd.).
Pro mimoměstskou autobusovou dopravu jsou typické trojsložkové názvy zastávek. Ty mohou být tvořeny až třemi částmi, které jsou odděleny čárkami: první část je vždy název obce, druhou částí může být název části obce (vesnice, osady, čtvrti) a třetí částí může být ještě bližší specifikace. Druhá nebo třetí část může chybět, některé názvy zastávek jsou tvořeny jen samotným názvem obce. Tato skladba názvu není sice žádným obecně závazným předpisem určena a definována, ale je dána zvyklostmi a je předpokládána ve specifikacích datového formátu jízdních řádů dodávaných do celostátního informačního systému o jízdních řádech. Název obce ne vždy odpovídá obci či katastrálnímu území, kde se nachází zastávka, ale zpravidla tomu sídelnímu celku, k jehož obsluze je zastávka primárně určena: zejména ve venkovských oblastech se často vyskytují zastávky v neosídleném území v blízkosti odbočky (rozcestí, křižovatky) směřující k vesnici, do níž autobus nezajíždí, přičemž název zastávky je tvořen označením vesnice, zkratkou „rozc.“ a za ní v závorce kilometrickým údajem vzdálenosti od zastávky do vsi.
Názvy zastávek mívají v poslední své části tyto typické komponenty:
- obecná jména
  - část obce: např. „dolní ves“, „horní ves“, „centrum“, „náves“
  - dům či usedlost: „č. 70“
  - dopravní objekt: „křiž.“, „rozc. 0.5“, „rozc. Bzí“, „otočka“
  - krajinný útvar: „v aleji“, „na kopci“, „u lesa“
  - průmyslový nebo zemědělský objekt: „přádelna“, „u cihelny“, „porcelánka“, „ZD“
  - prodejna či provozovna služeb: „host.“, „rest.“, „lékárna“, „potraviny“
  - jiný objekt: „u hřbitova“, „u kostela“, „škola“, „hřiště“, „pomník“, „ObÚ“, „pož. zbroj.“
- vlastní jména
  - část obce: např. „Pěnčín, Alšovice, Dupanda“
  - ulice či náměstí: „Liberec, Horská“
  - usedlost: „Tanvald, Šumburk n. Desnou, u Průchů“, „Roprachtice, u Farských“
  - pomístní jméno: „Hlavice, Vápno, Na písku“, „Harrachov, Na mýtě“
  - průmyslový objekt: „Tanvald, Seba“, „Líšný, LIGLAS“
  - restaurace nebo ubytovací zařízení: „Tanvald, hotel Koruna“, „Vysoké n. Jizerou, Sklenařice, host. Mexiko“, „Oldřichov v Hájích, U Kozy“

Poslední část názvu zastávky obvykle je tvořena buď názvem nebo obecným označením místa, kde se zastávka nachází, nebo nějakého objektu či místa v její blízkosti. Výjimkou bylo například přejmenování dvou párů autobusových zastávek v Kersku na podzim 2013. Zastávky „Hradištko, Kersko, osada“ a „Hradištko, Kersko, u lavičky“ byly přejmenovány na názvy „Hradištko, Kersko, Branaldova“ a „Hradištko, Kersko, Hrabalova“ přímo po spisovatelích, kteří v Kersku vlastnili chaty, na kterých pobývali a literárně tvořili, aniž by po nich byla pojmenována nějaká ulice (v Kersku mají po americkém vzoru číslované „aleje“). 
Trojsložkové názvy zastávek jsou problematické v případě dvouměstí či jiných obcí, jejichž název je složen z názvů dvou sídelních útvarů. V lepším případě tak vznikají názvy typu „Pňov-Předhradí, Pňov“, v horším případě se vynechává název místní části, takže třeba z názvu „Sedlec-Prčice,nám.“ nelze vyčíst, zda jde o náměstí v Sedlci anebo v Prčici. V případě města Brandýs nad Labem-Stará Boleslav je pak nutno v mnoha výstupech název velmi zkracovat („Brandýs n.L.-St.Bol.“, příp. „Br.n.L.-St.B., žel.st.“) a z důvodů přílišné délky je nutno druhou část zcela vypouštět, takže zastávka u brandýského nádraží „Brandýs nad Labem-Stará Boleslav, nádraží“ je pro laika těžko odlišitelná od zastávky u staroboleslavského nádraží „Brandýs nad Labem-Stará Boleslav, žel. st.“ Místní dopravce ČSAD Střední Čechy s. r. o. však v akustických hlášeních v autobusech schválené názvy nerespektuje a k prospěchu cestujících uvádí pouze příslušnou polovinu názvu souměstí.
Do roku 1995 příslušné oborové normy (ON 73 6425 a ON 73 6426) nepřipouštěly zřizování společných zastávek ČSAD s městskou dopravou: oba typy dopravy tvořily oddělené systémy, teprve nová ČSN 73 6425 naopak doporučila zřizovat zastávky společné. Rovněž názvy zastávek nebyly do té doby nijak koordinovány, takže se často názvy zastávek v jednom místě lišily: například v Praze se u zastávky MHD „Malešická továrna“ nacházela zastávka ČSAD „Praha, Malešice, závod“. V některých městech podobný stav dosud trvá, v jiných byly dopravní úřady zejména v souvislosti se vznikem integrovaných dopravních systémů nuceny názvy sjednocovat. Metodický pokyn ministerstva dopravy o organizaci CIS JŘ zavedl pojem, který není obsažen v zákoně a nebyl obsažen ani v prováděcí obecně závazné vyhlášce o jízdních řádech 388/2000 Sb. – „místní název zastávky“. V Praze magistrát změnil původně třísložkové názvy zastávek příměstské a meziměstské dopravy tak, že všem chybí druhý díl názvu a třetí díl je shodný s tzv. „místním názvem“ příslušné zastávky MHD. U integrovaných linek příměstské dopravy PID se tak tytéž zastávky na území Prahy v některých výstupech uvádějí bez jména města a v jiných výstupech i se slovem „Praha“. V zastávkových jízdních řádech MHD se nemusí název obce v názvech zastávek uvádět pouze v případě, že jej obsahuje název MHD. „Místní název zastávky“ má příslušný dopravní úřad nebo drážní správní úřad stanovit po konzultaci s nadřízeným dopravním úřadem a provozovatelem CIS.
Vyhláška 122/2014 Sb. vyřešila vztah různými variantami zápisu názvu zastávky. Zatímco podle vyhlášky 388/2000 Sb. v názvu zastávky nemusel být obsažen název obce, pokud jej obsahoval název městské dopravy, vyhláška 122/2014 Sb. už pro jízdní řád určený ke schvalování takovou výjimku neobsahuje, ale stanoví, že ve vývěsném jízdním řádu linky městské autobusové dopravy provozované na území města a v souhrnném jízdním řádu linek městské a integrované dopravy je možné z názvů zastávek vypustit název obce.  
Vyhláška 122/2014 Sb. nově stanovila, že součástí CIS JŘ je seznam úplných a zkrácených názvů zastávek, přičemž 
- úplný název zastávky se skládá z nezkráceného názvu obce a případně z nezkráceného názvu místní části a bližšího určení umístění v obci,
- zkrácený název zastávky je vytvořen z úplného názvu podle obecných pravidel pro zkracování slov.

V seznamu zastávek jsou dále obsaženy vybrané informace o rozšířených přepravních možnostech a dalších službách v zastávce. Zařazení nové zastávky, vyřazení zrušené zastávky, změnu názvu stávající zastávky nebo změnu rozsahu poskytování přepravních a dalších služeb v zastávce oznámí dopravní úřad do celostátního informačního systému o jízdních řádech spolu s datem, k němuž toto opatření vstupuje v platnost. Jízdní řády smí obsahovat pouze názvy z tohoto seznamu.
Podobné zásady obsahoval ji před vydáním této vyhlášky Metodický pokyn ministerstva dopravy k organizaci CIS JŘ, který pro případ, že úplný název zastávky uvedený v licenci není možné použít například z důvodu délky, umožnil používat zkratku neboli zkrácený název zastávky s tím, že podobu zkráceného názvu závazně určuje dopravní úřad. Tento metodický pokyn prohlašoval za součást názvu zastávky i atributy zastávky (značky přestupu na MHD nebo vlak, značka x pro zastávku na znamení) s tím, že zastávky odlišující se nějakým atributem nebo zkratkou jsou z hlediska dat JŘ zastávkami různými.
Ve většině oblastí a měst dosud názvy zastávek odolávají tlaku klasické reklamy, třebaže občas bývají vyslyšeny hlasy, aby v názvu zastávky byl použit název některého významného cílového objektu v okolí. V Liberci jsou například i názvy zahrnující dva objekty najednou, například „Botanická-ZOO“ a „Muzeum-výstaviště“.

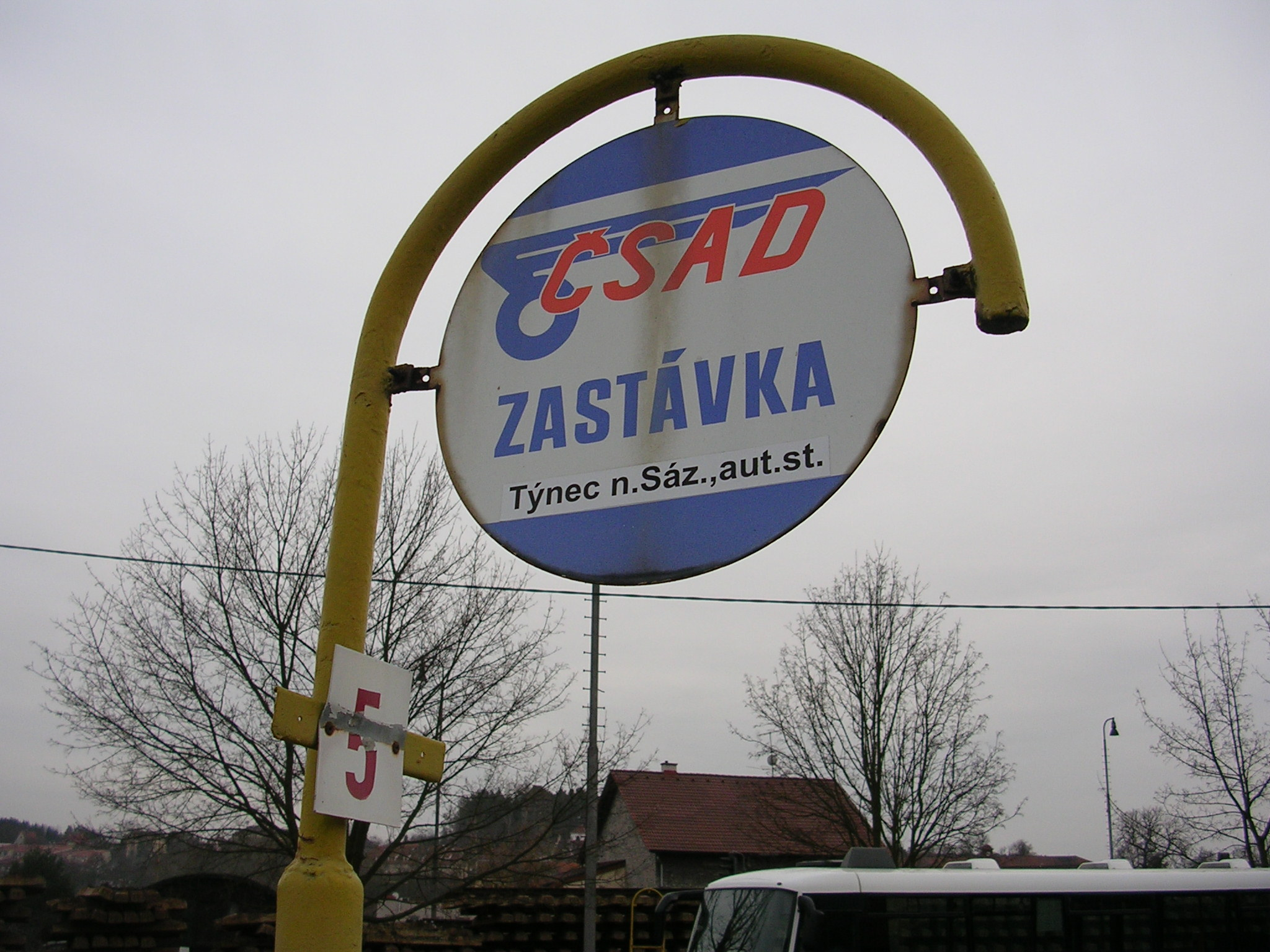
Název přidaný do klasického zastávkového terče ČSAD
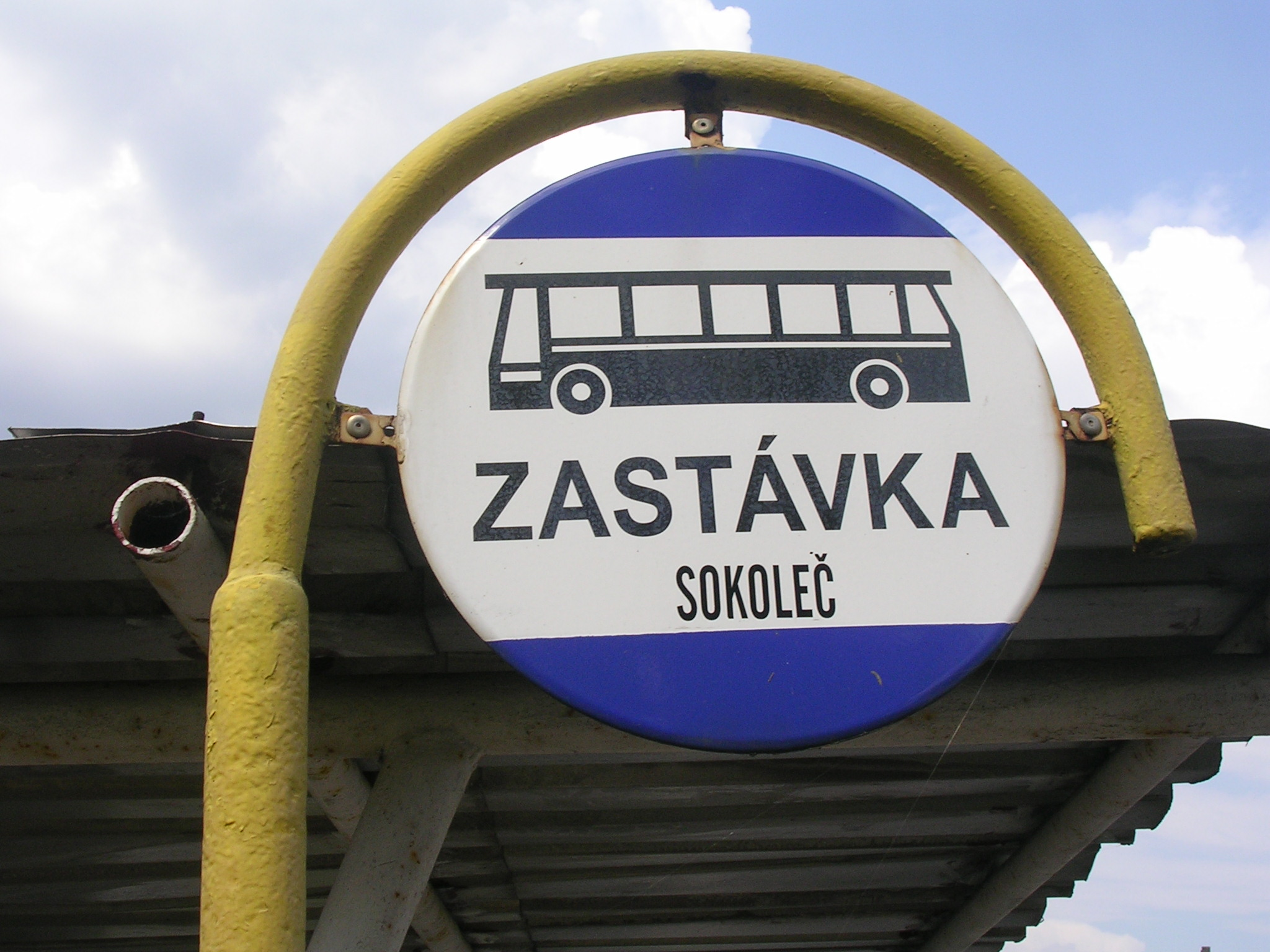
Název přidané do zastávkového terče odvozeného z ČSAD
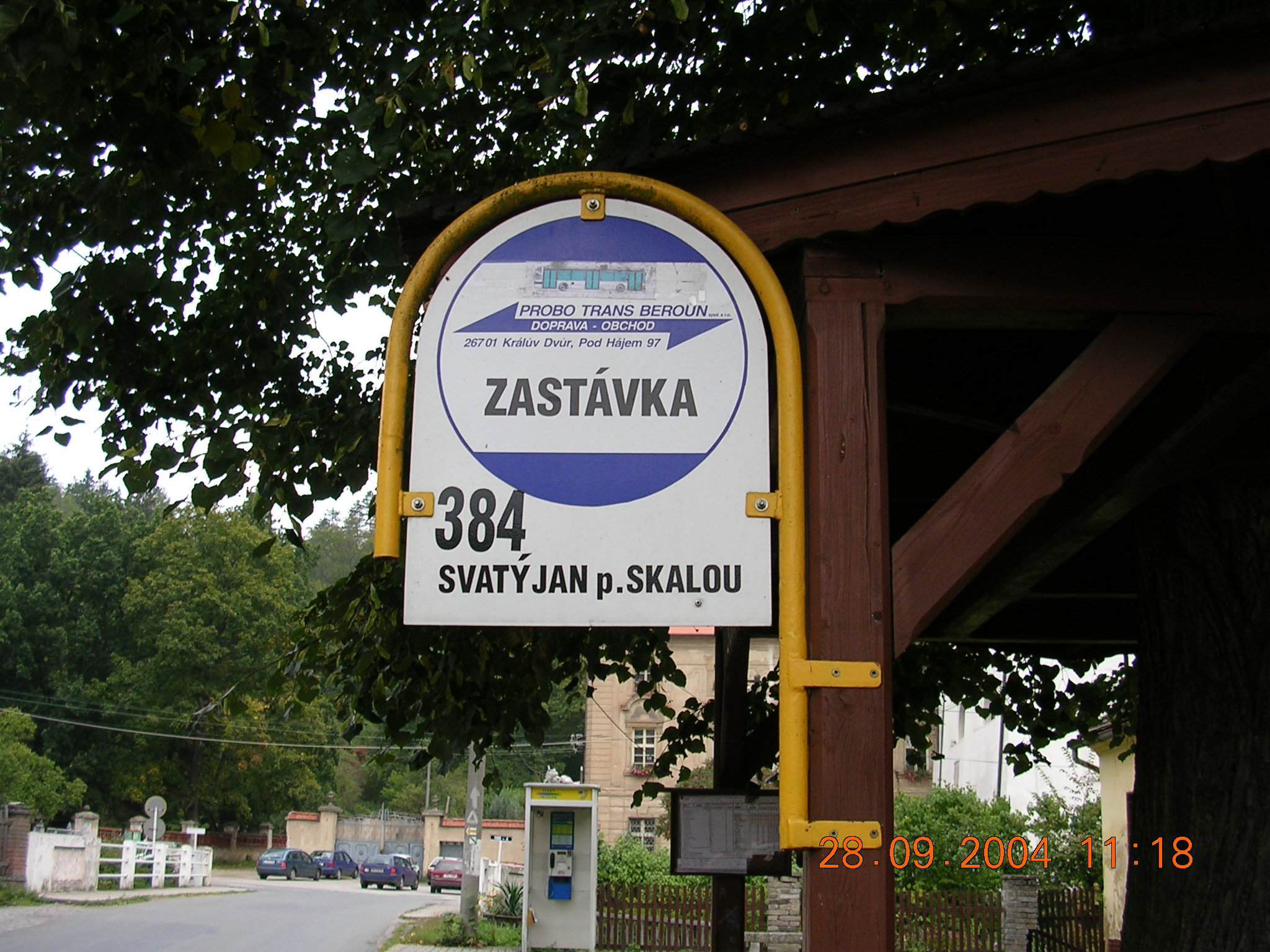
Označení na prodlouženém zastávkovém terči vycházejícím z tvaru ČSAD
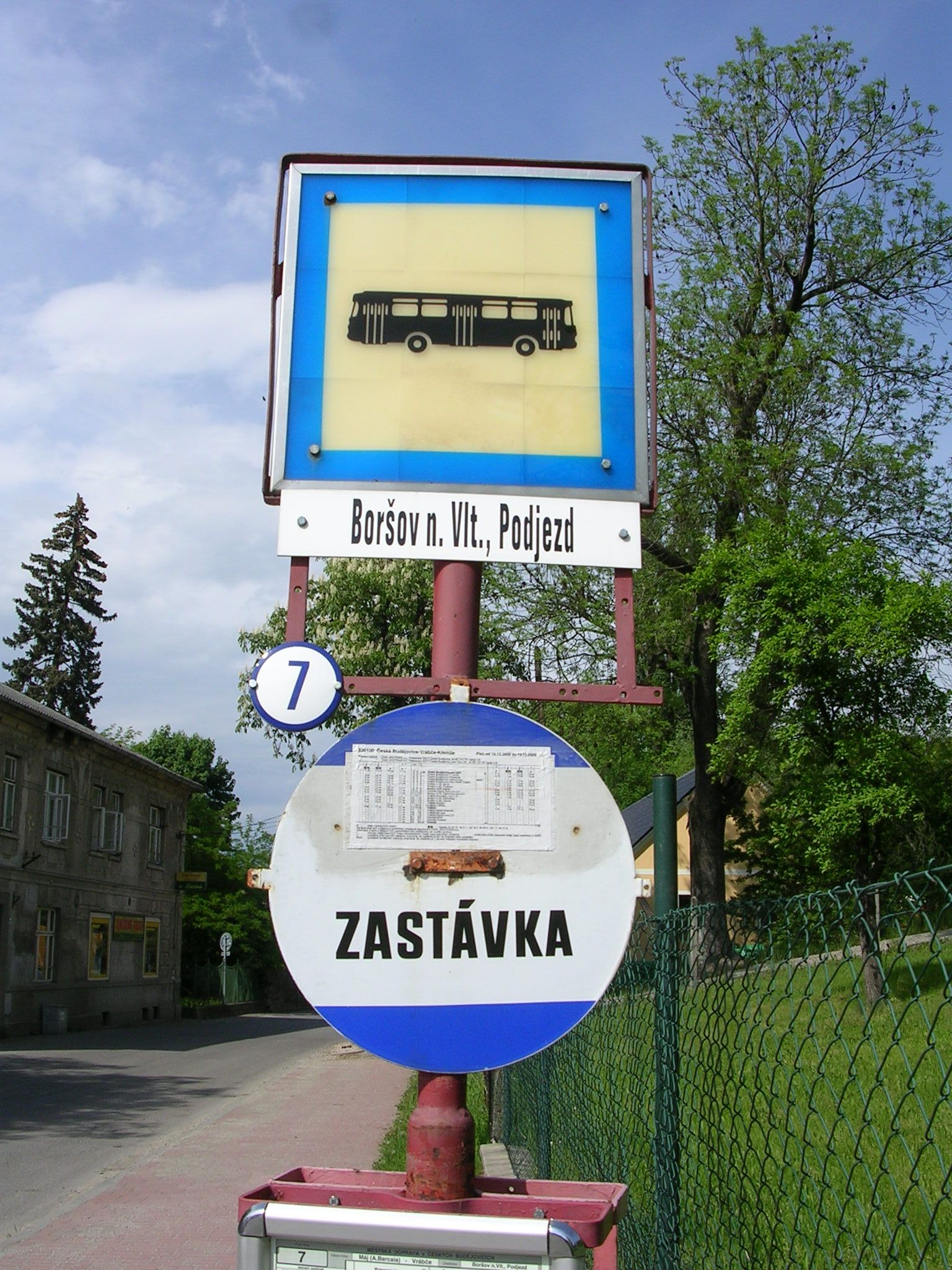
Název na kombinované zastávce městské a neměstské dopravy
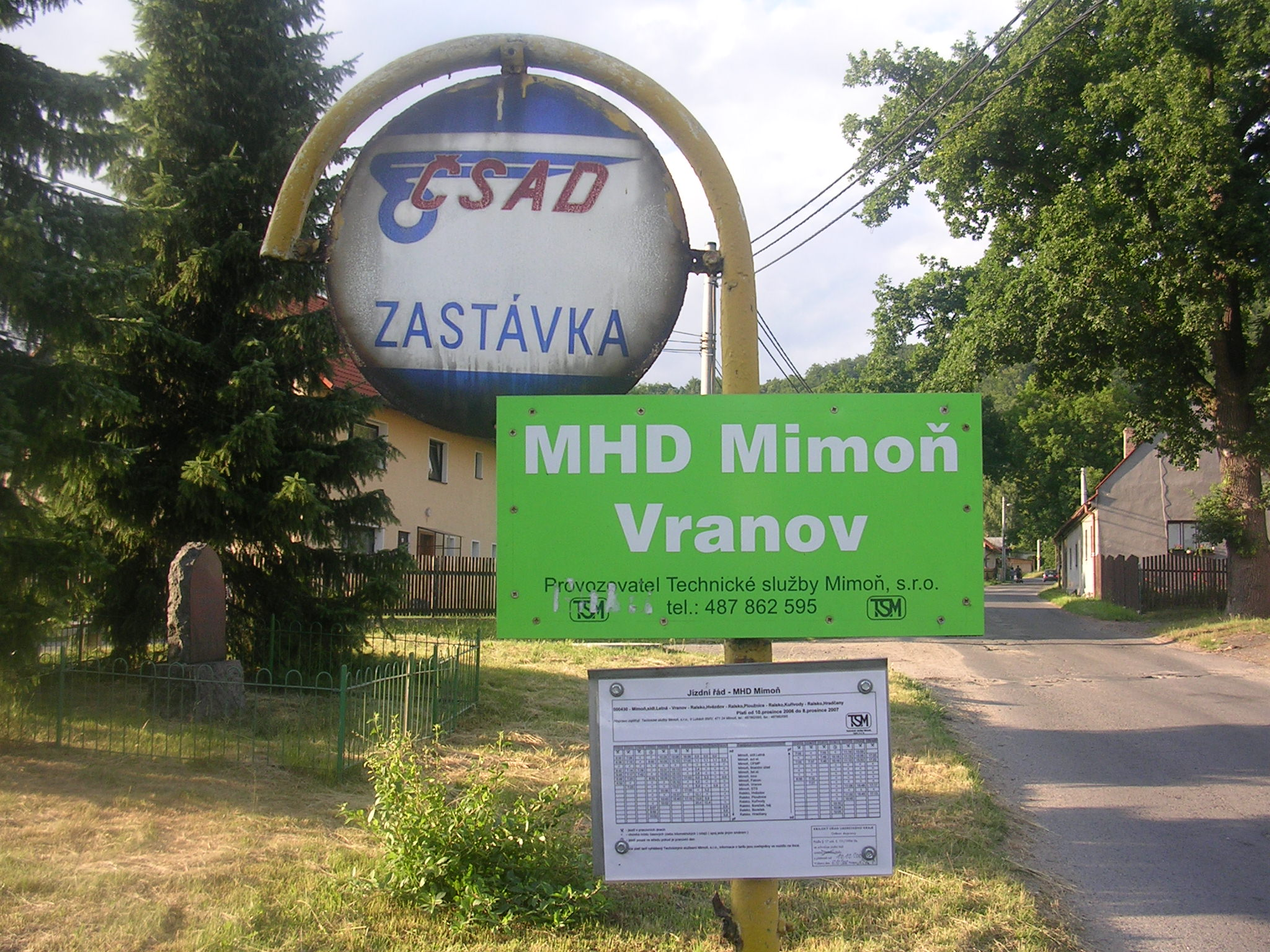
Označení názvu ve Vranově na mimoňské městské lince
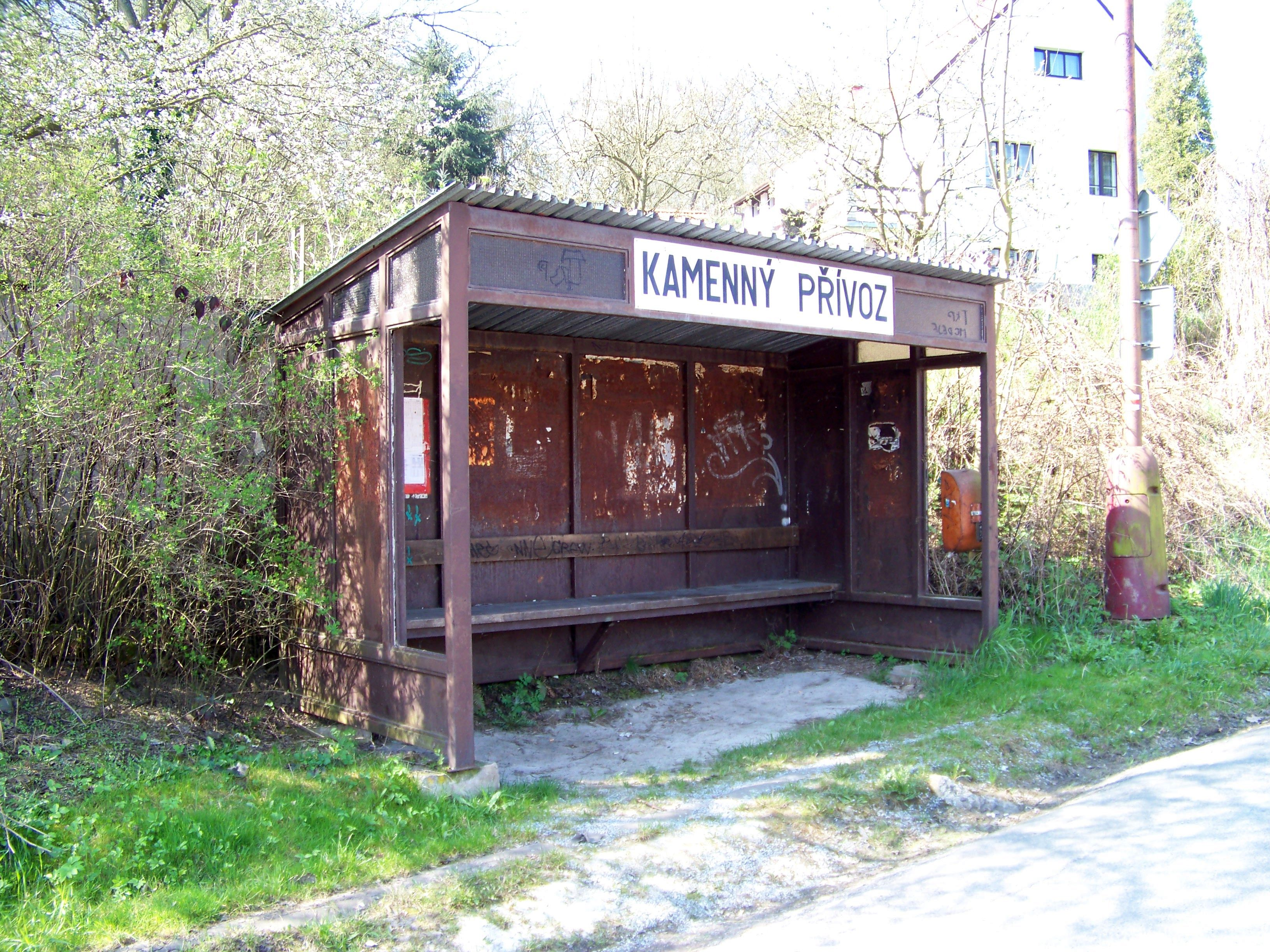
Označení názvu na přístřešku
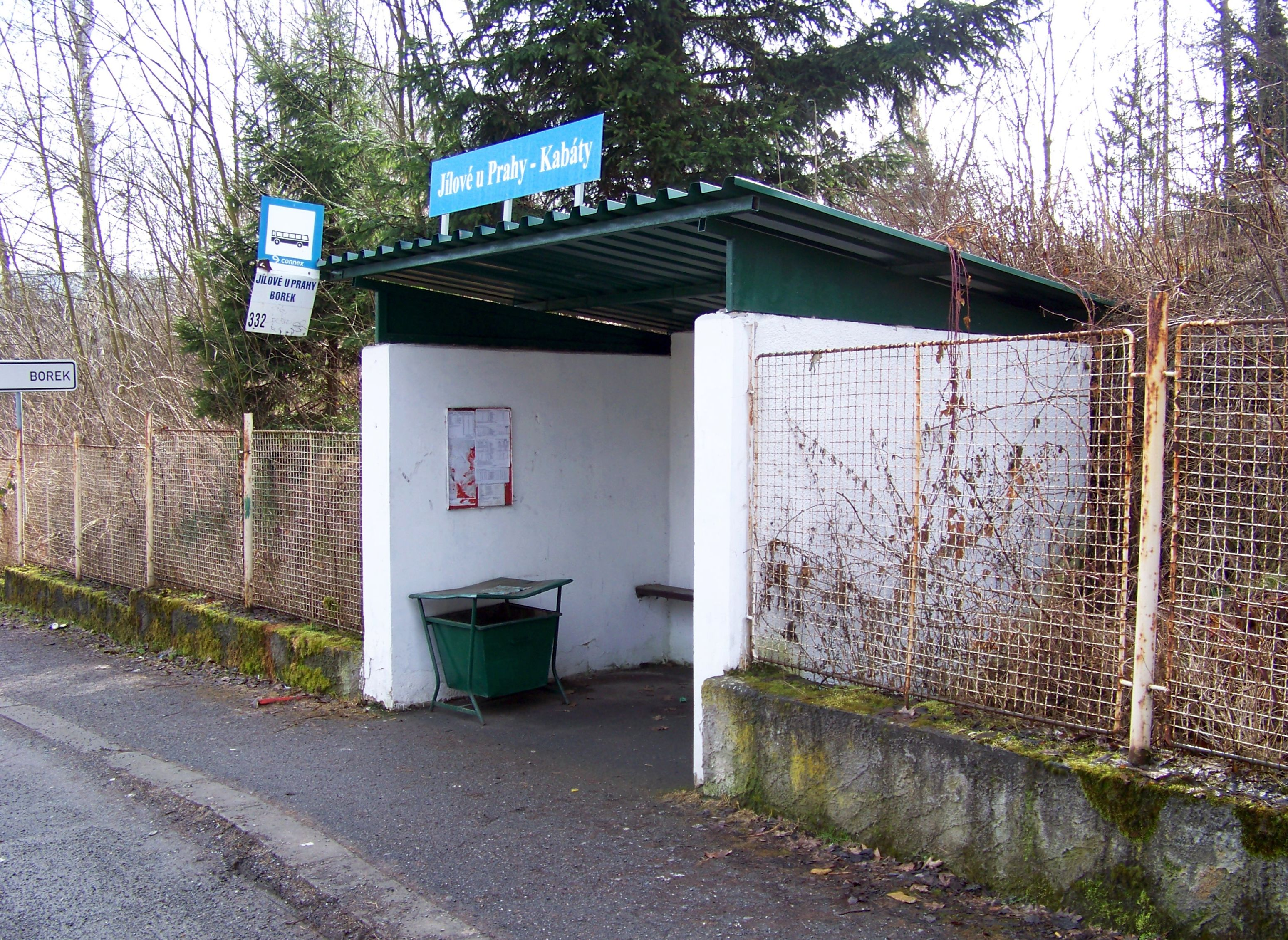
Zdvojené označení názvu na zastávce poblíž nádraží Jílové u Prahy: označení na přístřešku však neodpovídá schválenému názvu, který je uveden pod značkou

### Pražské metro

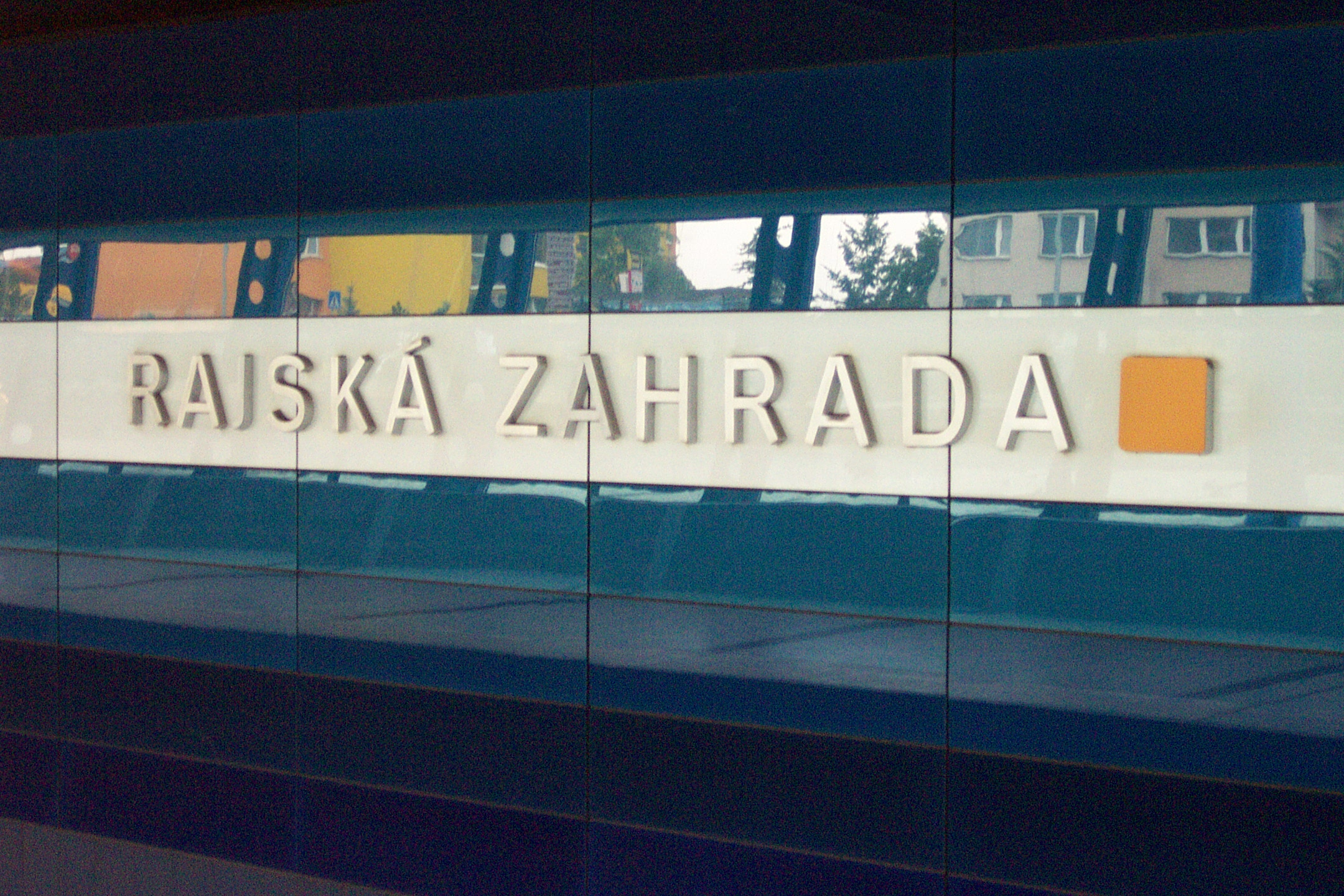
V pražském metru jsou názvy stanic značeny na mnoha místech, mimo jiné na stěně za kolejištěm proti nástupišti.

Stanice metra v Praze byly od roku 1974 pojmenovávány jen s částečným respektem vůči dosavadním místním názvům. Naopak se stávaly místy, které dávaly svému okolí nové pojmenování; jejich nový název se často stal známějším a výraznějším než dřívější označení místa nebo s popularitou tradičního označení soupeřil (typickým případem byla stanice Moskevská u křižovatky Anděl). V 70. a 80. letech často bylo cílem pojmenování zpopularizovat či poctít nějakou ideologicky zatíženou myšlenku či osobu: například v názvech Fučíkova, Gottwaldova, Mládežnická, Družby, Kosmonautů, Moskevská či Dukelská, Budovatelů, Primátora Vacka, ač v původních místních názvech neměl takový název oporu. I z existujících místních názvů byl někdy místo ideologicky neutrálního, který by se přímo nabízel, vybrán raději takový, který měl silnější ideologický náboj (Sokolovská místo Florenc). Značná část názvů stanic měla po sovětském vzoru v tomto období podobu přídavného jména v ženském tvaru (Mládežnická, Staroměstská) nebo podobu jmenného přivlastňovacího přívlastku (Primátora Vacka, Budovatelů, Družby, Kosmonautů, Švermova), podobně jako tomu v českých zemích bývá se jmény ulic: v některých případech byl takový název odvozen z názvu blízké ulice (Sokolovská, Leninova, Budějovická, Radlická), v jiných případech naopak byl matoucí, protože ulice téhož názvu již byla v jiné části města (Moskevská, Strašnická, Vltavská, Mládežnická), v některých případech byl název stanice adjektivem z názvu čtvrti (Staroměstská, Malostranská, Hradčanská, Radlická, v roce 1990 dokonce nově podle tohoto vzoru Dejvická). Ke dni 22. února 1990 byly mnohé ideologicky zatížené názvy změněny (Nádraží Holešovice místo Fučíkova, Florenc místo Sokolovská, Vyšehrad místo Gottwaldova, Pankrác místo Mládežnická, Roztyly místo Primátora Vacka, Chodov místo Budovatelů, Opatov místo Družby, Háje místo Kosmonautů, Dejvická místo Leninova, Anděl místo Moskevská, Jinonice místo Švermova, Nové Butovice místo Dukelská) a u právě dokončovaného úseku linky B byly chystané názvy Hakenova a Zápotockého nahrazeny názvy Invalidovna a Českomoravská. Mnohé názvy však byly shledány vyhovujícími: například celá linka A kromě Leninovy, na lince C Vltavská, Hlavní nádraží, Muzeum, I. P. Pavlova, Budějovická a Kačerov, na lince B Radlická, Smíchovské nádraží, Karlovo náměstí, Národní třída, Můstek a Náměstí Republiky. Stanice otevírané po roce 1989 většinou byly pojmenované názvem ulice (Křižíkova, Českomoravská, Kolbenova) nebo názvem čtvrti či tradičním pomístním jménem v nominativu (Invalidovna, Palmovka, Rajská zahrada, Černý Most, Hůrka, Lužiny, Stodůlky, Zličín, Kobylisy, Ládví, Střížkov, Prosek, Letňany). Pouze název stanice Vysočanská odkazuje na ruský vzor (ulice Vysočanská je hlavní tepnou Proseka, nikoliv Vysočan; název Vysočany by pro tuto stanici mohl být příhodnější). Nejproblematičtější z nových názvů bylo označení Depo Hostivař, protože samotné depo i celý přestupní uzel se nachází na území Strašnic a na pomezí Malešic a k jádru Hostivaře nemá takřka žádné dopravní vazby.

### Lanové dráhy
Ačkoliv § 22 odst. 1 písm. e) českého Zákona o dráhách se vztahuje i na všechny lanové dráhy, na menších lanových dráhách, zejména sedačkových, obvykle stanice žádný název stanovený a vyznačený nemají a v případě potřeby se označují jen například slovy „horní“ a „dolní“. Na významnějších lanových drahách obvykle bývají názvy stanic vyznačeny podobným způsobem jako na železničních stanicích či stanicích metra. Horní stanice často mívá název shodný s názvem kopce či hory (Petřín, Sněžka, Diana, Ještěd).

### Lodní doprava
Přístaviště linkové lodní dopravy (ať už přívozů, nebo jiné dopravy na vodních tocích či nádržích) obvykle názvem označeny nebývají a v jízdních řádech se označují neformálně nebo neustáleně. Výjimkou jsou ty linky, které byly začleněny do nějakého integrovaného dopravního systému nebo jejichž jízdní řády jsou z jiných důvodů obsaženy v nějaké databázi jízdních řádů, jako je tomu například v případě pražských přívozů.

## Letecká doprava
Ve veřejné letecké dopravě se letiště obvykle označují jen názvem města; má-li město více letišť, pak ve spojení s názvem letiště.